# Joan Rossell i Argelagós
Joan Rossell i Argelagós (Barcelona, 1-IV-1724 - Toledo, 30-III-1780) fou un compositor català i mestre de capella de diferents centres musicals del territori hispànic.

## Biografia[2]
Fill de Vicenç Rossell i Raimunda Argelagós, Joan Rossell pertanyia a una família de músics: el seu avi, Joan Rossell (músic de la capella de la catedral de Barcelona); el seu pare (tenor solista de Santa Maria del Pi); i els seus germans, Antoni i Manuel (primers violins de la Capella del Palau de la Comtessa de Barcelona). Aquest últim, destacà per la seva tècnica depurada i la seva gran aptitud com a solista, fet que li permeté accedir al càrrec de primer violí a la capella de la catedral de Toledo quan el seu germà Joan n'era el mestre.
El 1731 accedí a la capella de música de la Catedral del Barcelona, on es formà sota el mestratge de Josep Picanyol, Francesc Valls i Josep Pujol. Ràpidament Rossell destacà per la seva habilitat en la composició, fet gràcies al qual rebé una especial atenció del mestre Valls i esdevingué l'alumne predilecte de Pujol.
L'11 de setembre de 1746 Rossell anunciava al capítol la seva incorporació a la catedral de Tarragona, on havia guanyat la plaça de mestre de capella per oposició. A l'any següent abandonava el càrrec per obtenir la mateixa responsabilitat a Mallorca, a la recentment fundada Capella de Música de Santa Anna del Palau de l'Almudaina. No es conserven gaires dades de la seva estada a l'illa. Durant aquest període mantingué correspondència amb Jaume Casellas (mestre de capella de la catedral de Toledo) a qui mostrà simpatia per la seva posició a favor de la presència de trets italians en la música hispànica, fet que havia portat Casellas a una disputa amb Josep Duran, que estava en contra e la “italianització” del repertori hispànic.
En jubilar-se Casellas a la fi de 1762, Rossell esdevingué guanyador de l'oposció convocada per rellevar-lo en el càrrec, sent nomenat oficialment mestre de capella de la Catedral de Toledo el 19 d'abril de 1763. A Toledo, a més a més de produir una gran quantitat de música (principalment de caràcter paralitúrgic), dedicà molts esforços per implantar disciplina entre els músics de la institució, amb la qual cosa feu que la capella de assolís un gran nivell musical. En aquest període també feu constants viatges a Madrid, tant per relacionar-se amb els mestres de capella Antoni Soler i Antonio Rodríguez de Hita, com per buscar músics hàbils per reforçar la capella de Toledo.
A partir de 1776 començà a patir una malaltia que l'obligarà a absentar-se periòdicament del seu càrrer per ser tractat a Barcelona. El gener de 1780 Rossell renunciava al seu magisteri toledà.

## Obra
Han perviscut 177 obres eclesiàstiques de Rossell, entre les quals cal destacar 34 oficis en llatí i 135 villancets (la majoria de Nadal) en castellà.
Algunes de les seves obres es conserven al fons musical TarC (Fons de la Catedral de Tarragona).